# Amietia ruwenzorica
Amietia ruwenzorica é uma espécie de anfíbio da família Ranidae.
Pode ser encontrada nos seguintes países: República Democrática do Congo, Quénia e Uganda.
Os seus habitats naturais são: florestas subtropicais ou tropicais húmidas de baixa altitude, regiões subtropicais ou tropicais húmidas de alta altitude, campos de altitude subtropicais ou tropicais, rios e florestas secundárias altamente degradadas.